# 朝鮮民主主義人民共和国の政党一覧
朝鮮民主主義人民共和国の政党一覧（ちょうせんみんしゅしゅぎじんみんきょうわこくのせいとういちらん）では、朝鮮民主主義人民共和国（北朝鮮）において現在および過去に存在した政党を紹介する。

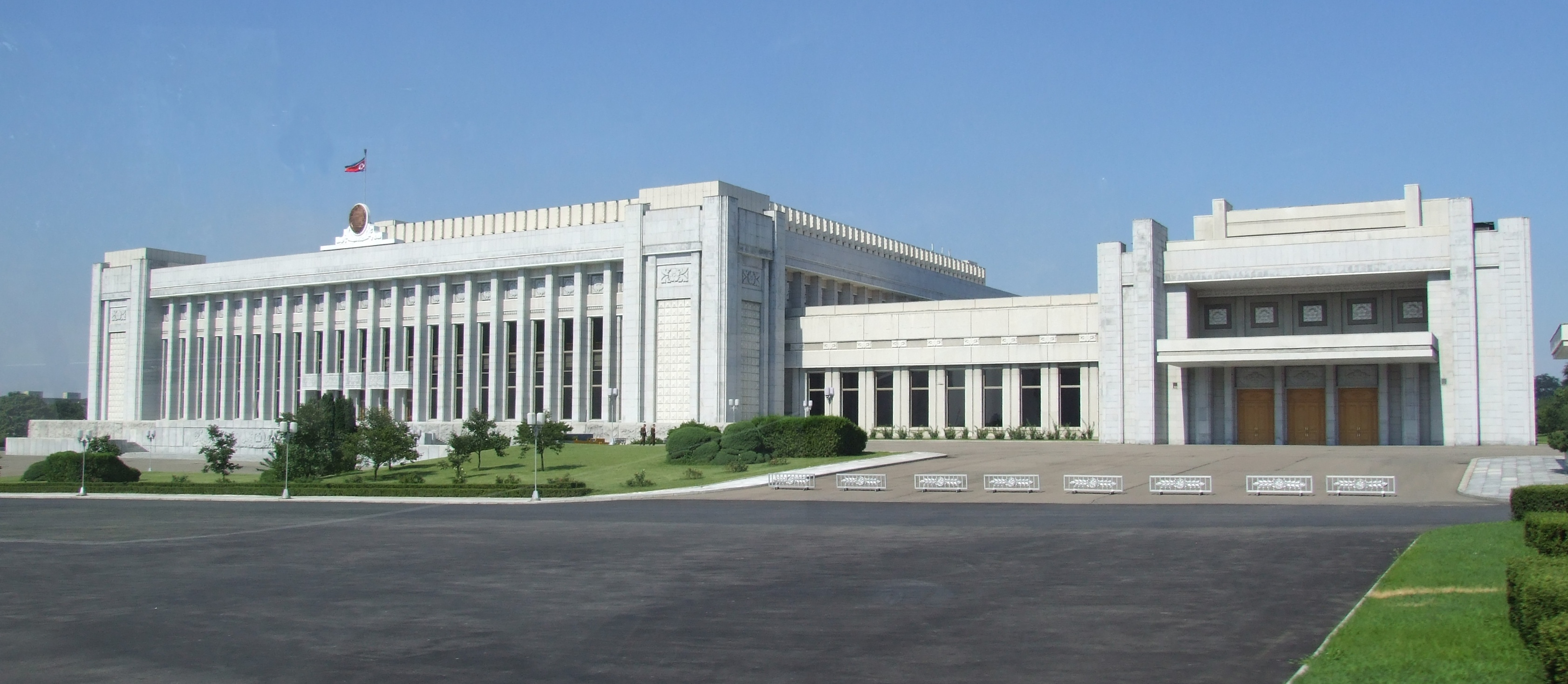
万寿台議事堂

## 概説
1945年8月15日日本の統治以降の朝鮮ではソ連の軍政下を経て独立宣言後の1949年4月、複数の政党が合併して朝鮮労働党が結党された。1948年の憲法で公民は「民主主義政党」を組織し参加することができるとしたが、徐々に労働党の権力掌握が進み、1967年までに金日成の満州派が党内主導権を確立。
1972年制定の憲法では「プロレタリア独裁」の名目で間接的に労働党の指導正当性を示唆するのみであったが、1992年改正の憲法ではついに「朝鮮民主主義人民共和国は、朝鮮労働党の領導の下ですべての活動を進行する」と明記され、労働党に対して最高度な地位を規定するに至っている。
一方、複数政党は維持されているため、ヘゲモニー政党制に分類される。
朝鮮民主主義人民共和国には1946年に結成された統一戦線組織・祖国統一民主主義戦線がある。

### 執権政党の法的根拠
現行の社会主義憲法第11条に規定がある。

## 現在存在する政党
- 朝鮮労働党
党員数約300万名（対人口比1割強）の最大政党。前述の規定により与党を超越した国家の指導的地位を得ている。
最高人民会議607議席（議席占有率88%、2019年3月現在）の安定多数政党。
国家の歴代指導者・元首（国家主席、最高人民会議常任委員会委員長、国防委員会委員長、国防委員会第一委員長、国務委員会委員長）は全てこの政党から輩出している。
社会の指導的政治組織と自称し、朝鮮民族と朝鮮人民の利益を代表するとしている。
- 朝鮮社会民主党
最高人民会議50議席（2019年3月現在）。金日成支持派が掌握して以来、労働党の友党であり、労働党の指導的立場を認めている。憲法上本来の野党的な機能を果たすことは困難。
- 天道教青友党
最高人民会議22議席（2019年3月現在）。労働党の指導的立場を認めている。憲法上本来の野党的な機能を果たすことは困難。

## 過去に存在した政党
- 朝鮮共産党北部朝鮮分局
- 朝鮮新民党
- 北朝鮮労働党